# Herulok

Herulok által lakott terület 460-ban

A herulok (Heruli, Eruli) a keleti germán népek egyike volt a 3–6. században.

## Történetük
Először a 3. század közepén kerültek be a történelembe, mint könnyű fegyverzetű zsoldosok fordulnak elő az Al-Duna mentén, II. Claudius Gothicus és Gallienus császárok korában. A gótok szövetséget kötöttek velük, majd Hermanarik vezetése alatt legyőzték őket. Kalandos kor következett: a herulok a Rajna mellett tanyáztak, mint a rómaiak szövetségesei tengerre szálltak, végül pedig a hunokhoz csatlakoztak. Így vándoroltak addig, míg védő uruk, Odoaker, „a herul”, Kr. u. 476-ban a Nyugatrómai Birodalmat megdöntve, Itália királya nem lett. Ekkor a birodalom romjain egy időre a herulok ragadták magukhoz a hegemoniát több germán törzs felett, amelyek közül később a longobárdok fellázadtak és a herulokat szétszórták. Egy részük Pannóniába (a mai Dunántúl) szorult és 512-ben meghódolt a kelet-rómaiaknak. Ezután a herulok megoszlottak: egy részük a Keletrómai Birodalom ellen küzdött, egy másik rész Flavius Belisarius vezetése alatt mellette harcolt.